# Wulzeshofen
Wulzeshofen ist eine Ortschaft und eine Katastralgemeinde der Stadtgemeinde Laa an der Thaya im Bezirk Mistelbach in Niederösterreich. Die Ortschaft hat 505 Einwohner (Stand 1. Jänner 2024). Bis Ende 1971 war Wulzeshofen eine eigenständige Gemeinde.

## Geografie
Der an der Pulkau liegende Ort wurde als Straßendorf angelegt und in alle Richtungen erweitert. Durch den Ort führt die Pulkautal Straße. Zur Ortschaft zählen auch der Blaustaudenhof, der Geiselbrechthof und der Industriestandort Pernhofen.

## Geschichte
Laut Adressbuch von Österreich waren im Jahr 1938 in der Ortsgemeinde Wulzeshofen ein Arzt, ein Bäcker, ein Dachdecker, zwei Fleischer, ein Friseur, zwei Gastwirte, ein Gemischtwarenhändler, zwei Hebammen, eine Milchgenossenschaft, zwei Mühlen, ein Sattler, ein Schmied, zwei Schneider und eine Schneiderin, ein Schuster, ein Wagner und zahlreiche Landwirte ansässig. Außerdem gab es eine Stärkefabrik.
Mit 1. Jänner 1972 wurden im Zuge der Niederösterreichischen Kommunalstrukturverbesserung die bis dahin selbständigen Gemeinden Hanfthal und Wulzeshofen nach Laa an der Thaya eingemeindet.

## Persönlichkeiten
- Raimund Fröhlich (1688–1771), Priester und Komponist, wirkte hier als Pfarrvikar